# T̂
Cette page contient des caractères spéciaux ou non latins. S’ils s’affichent mal (▯, ?, etc.), consultez la page d’aide Unicode.
T̂ (minuscule : t̂), appelé T accent circonflexe, est un graphème utilisé dans l’écriture du khinalug. Il s’agit de la lettre T diacritée d'un accent circonflexe.

## Utilisation
Le t̂ est utilisé dans l’alphabet khinalug de 2013.

## Représentations informatiques
Le T accent circonflexe peut être représenté avec les caractères Unicode suivants (latin de base, diacritiques), :
| formes    | représentations | chaînes de caractères | points de code | descriptions                                             |
| --------- | --------------- | --------------------- | -------------- | -------------------------------------------------------- |
| capitale  | T̂               | T◌̂                    | U+0054 U+0302  | lettre majuscule latine t diacritique accent circonflexe |
| minuscule | t̂               | t◌̂                    | U+0074 U+0302  | lettre minuscule latine t diacritique accent circonflexe |